# Бакрадзе, Дмитрий Захарович
Дмитрий Захарович Бакрадзе (по другим данным Захарьевич; груз. დიმიტრი ზაქარიას ძე ბაქრაძე; 1826—1890) — российский и грузинский историк, археолог, этнограф, член-корреспондент Петербургской академии наук (с 1879).

## Биография
Дмитрий Бакрадзе родился 26 октября (7 ноября) 1826 года в селе Хашми в семье священника.
В 1851 году окончил Московскую духовную академию.
Работал с 1861 года в Казанском отделении Русского географического общества. Участвовал в издании документов периода вхождения Кавказа в состав Российской империи (издание осуществлялось Кавказской археографической комиссией в 1873—1875 гг). В 1874 году предложил создать общество любителей кавказской археологии.
Среди трудов Бакрадзе выделяются изданные на грузинском языке: «История Грузии» (1889), «Грузия и грузины» (1854); а также изданные на русском языке «Кавказ в древних памятниках христианства» (1875), «Археологическое путешествие по Гурии и Адчаре» (1878), «Статьи по истории и древностям Грузии» (1887).
По инициативе Дмитрия Захаровича в Тифлисе при Сионском соборе было организовано «древлехранилище» (музей).
Дмитрий Захарович Бакрадзе умер 10 (22) февраля 1890 года в Тифлисе.